# Seseli scariosum
Seseli scariosum är en flockblommig växtart som beskrevs av Gustav Karl Wilhelm Hermann Karsten och Ivan Petrovich Kirilov. Seseli scariosum ingår i släktet säfferötter, och familjen flockblommiga växter. Inga underarter finns listade i Catalogue of Life.